# 実射影直線

実射影直線は射影的補完実数直線（実数直線にただひとつの無限遠点を付け加えた、R の一点コンパクト化）でモデル付けできる

初等幾何学における実射影直線（じつしゃえいちょくせん、英: real projective line）は、通常の直線の概念の拡張で、歴史的には透視図法に基づいて設定された問題を解決するために導入された。例えば平行線は決して交わらないが、透視図では「無限遠」で交叉するように見える。この問題の解決に際して無限遠点が導入され、そうして得られた実射影平面において、相異なる二つの射影直線はただ一点のみで交わる。このような無限遠点全体の成す集合は、平面透視図法における「地平線」であり、それ自身がひとつの実射影直線となる。これは任意の点に位置する観測者から発せられた方向を持つ円の、反対にある点を同一視したものである。実射影直線のモデルとして射影補完実数直線がある。透視図に地平線を表す直線を描くことで、無限遠に余分な点が地平線へ伸びる平行線の集まりを表現するために追加される。
厳密には、実射影直線は実数体上二次元のベクトル空間内の一次元部分線型空間全体の成す空間として定義される。これにより、2 × 2 の正則行列全体の成す一般線型群が自然に作用する。このとき中心に属する行列の作用は自明となるから、射影一般線型群 PGL(2, R) もまた射影直線に自然に作用する。これらは射影直線上の幾何学的変換群である。射影直線を実数直線位無限遠点を加えたものとして表すとき、射影線型群の元は一次分数変換として作用する。これら実射影直線上の変換は射影変換と呼ばれる。
位相幾何学的には、実射影直線は円周に同相（位相的円周）である。実射影直線は双曲平面の境界を成すが、双曲平面上の任意の等距変換は境界である実射影直線上の幾何学的変換を一意的に誘導し、逆もまた成り立つ。さらに言えば、双曲平面上の任意の調和函数は、等距変換群の作用と両立する仕方で、射影直線上の分布のポワソン積分として与えられる。この位相的円周上には無数の両立可能な射影構造を持ち、そのような構造を持つ空間は（無限次元）普遍タイヒミューラー空間と呼ばれる。実射影直線の複素数版は複素射影直線、いわゆるリーマン球面である。

## 定義
実射影直線上の各点は、ふつう適当な同値関係に関する同値類として定義される。出発点は二次元の実線型空間 V で、V ∖ 0 上の二項関係 v ~ w を、適当な非零実数 t が存在して v = tw と書けることと定める。これが同値関係を定めることは線型空間の定義からほほ直ちにわかる。同値類は各ベクトルの張る直線から零ベクトルを除いたものになる。そうして、実射影直線 P(V) とはこの同値類全体の成す集合と定める。この集合において各同値類は単なる一点として考える（実射影直線上の「点」とはこの各同値類のことと定めると言ってもよい）。
V の基底を一つとれば、各ベクトルをその座標ベクトルと同一視することにより、V は直積 R × R = R2 と同一視できて、上記の同値関係は (x, y) ~ (w, z) となることを非零実数 t が存在して (x, y) = (tw, tz) とできることと言い換えられる。この場合、射影直線 P(R2) のことは P1(R) あるいは RP1 と書くのが望ましい。対 (x, y) の属する同値類は、伝統的に [x : y] と書かれ、このコロン ":" は y ≠ 0 なるときの比 x : y が同じ同値類に属する全ての対において同じ値であることを想起させる。点 P が同値類 [x : y] であるとき、代表元 (x, y) を点 P の射影座標対とも呼ぶ
P(V) が同値関係を通じて定義されたのに伴い、V から P(V) への標準射影が位相（商位相）を定め、射影直線上に可微分構造が定まる。しかし、同値類が有限でないという事実は、この可微分構造を定義することを難しくする。これらのことは V をユークリッドベクトル空間と看做せば解決できる。R2 の場合に、単位ベクトル全体の成す円周（単位円）は x2 + y2 = 1 を満足する座標を持つベクトル全体の成す集合である。単位円は各同値類とちょうど対極にある二点で交わるから、v ~ w は v = w または v = −w なるときと定めて得られる単位円上の同値関係で単位円を割った商空間として射影直線を理解することができる。

## チャート
射影直線は位相多様体である。このことは上記の同値関係による構成を通じて確認することができるが、以下の二つのチャート（地図）がアトラス（地図帳）を与えることを見るのが簡明である:
- φ1: [x : y] ↦ x⁄y (y ≠ 0)
- φ2: [x : y] ↦ y⁄x (x ≠ 0)

上記の同値関係によれば、同じ同値類に入る任意の代表元がこれらチャートのもとで同じ実数に写されるから、これは定義可能である。
x か y の何れか一方は零となり得るが、ともに零となることはないので、この二つのチャートは射影直線を被覆しなければならない。この二つのチャートの間の座標変換写像は逆数函数で与えられる。逆数函数は（0 を除いて）可微分函数であり、さらに解析函数でさえあるから、実射影直線は可微分多様体であり、さらに解析的多様体でさえある。
チャート φ1 の逆函数は
{\displaystyle x\mapsto [x:1]}
なる写像であり、これは実数直線の射影直線の中への埋め込みを定義するが、その埋め込み像の射影直線に対する補集合はただ一点 [1 : 0] のみである。この埋め込みと射影直線との組を射影的補完数直線と呼ぶ。実数直線をこの埋め込みによる像と同一視することで、射影直線を実数直線と一点 [1 : 0]（これは射影的補完数直線上の無限遠点 ∞ と呼ばれる）との合併と看做すことができることが理解される。この埋め込みで点 [x: y] を y ≠ 0 なるとき実数 x/y と、さもなくば ∞ と同一視することができる。
もう一方のチャート φ2 についても同じことができて、今度は無限遠点は [0: 1] になる。このことから、無限遠点の概念は実射影直線において内在的なものではなく、実数直線の射影直線への埋め込みの取り方に依存して決まるものであることであることが理解される。

## 構造
実射影直線は実射影平面内の、あるいは複素射影直線内の、完備な射影領域である。したがって、その構造はこれら外部構造 (superstructure) から遺伝する。そのような構造の中で第一は、射影領域内の点の間に成り立つ射影調和共軛である。
実数直線が全順序かつ完備であったのに対し、実射影曲線は巡回順序を持つことは重要な数学的構造である。巡回順序は適切な演繹に必要となる性質である分離関係によって対処される。

## 自己同型群
P1(R) 上の写像は射影変換 (homography, projectivity) と呼ばれる。これら自己同型は中心射影あるいは平行射影およびそれらの合成によって人為的に構成することができる。斉次座標系を用いれば、自己同型の全体は射影線型群 PGL(2, R) によって与えられる。これは実二次の正方行列を互いに定数倍のみ異なるもの同士で同一視したものによって得られる。
具体的には、PGL(2, R) の元は、x を射影直線上のアフィン座標とする一次分数変換
{\displaystyle x\mapsto {\frac {ax+b}{cx+d}}\quad (ad-bc\neq 0)}
によって実現される。
群 PGL(2, R) は実射影直線上三重推移的、つまり相異なる点の三つ組が二つ与えられたとき、必ず一方の三つ組を他方の三つ組に写す自己同型写像がただ一つ存在する。任意の一点の（特に「無限遠点」の）一点固定群は、直線のアフィン群になる。
PGL(2, R) は、ローレンツ群の部分群である擬直交群 SOo(1,2) に同型であるから、実射影直線上の自己同型はローレンツ変換として表すことができる。例えばローレンツブースト
{\displaystyle f(x)={\frac {x+v/c}{xv/c+1}}}
f(1) = 1, f(–1) = –1, f(0) = v/c なる性質を持つ
ℤ ⊂ ℝ ⊂ ℂ であるから、射影変換群 PGL(2, R) はモジュラー群 PGL(2, Z) とメビウス群 PGL(2, C) の中間にある。

## 注
1. ↑  この P1(R) の構成に用いた論法は任意の体 K と任意の次元において用いることができて、射影空間 Pn(K) が構成できる。
2. ↑  Bruce E. Meserve (1955) Fundamental Concepts of Geometry, p. 89, - Google ブックス
3. ↑  V.V. Prasolov & V.M. Tikhomirov, O.V. Sipacheva translator (2001) Geometry, pages 90, 138, 139, Translations of Mathematical Monographs 200, American Mathematical Society ISBN 0-8218-2038-9